# クロニジン
クロニジン（Clonidine）とは、血液脳関門を比較的容易に通過して、中枢神経系でも作用することが可能な選択的アドレナリンα2受容体のアゴニストである。主たる効能は降圧作用である。

## 作用機序

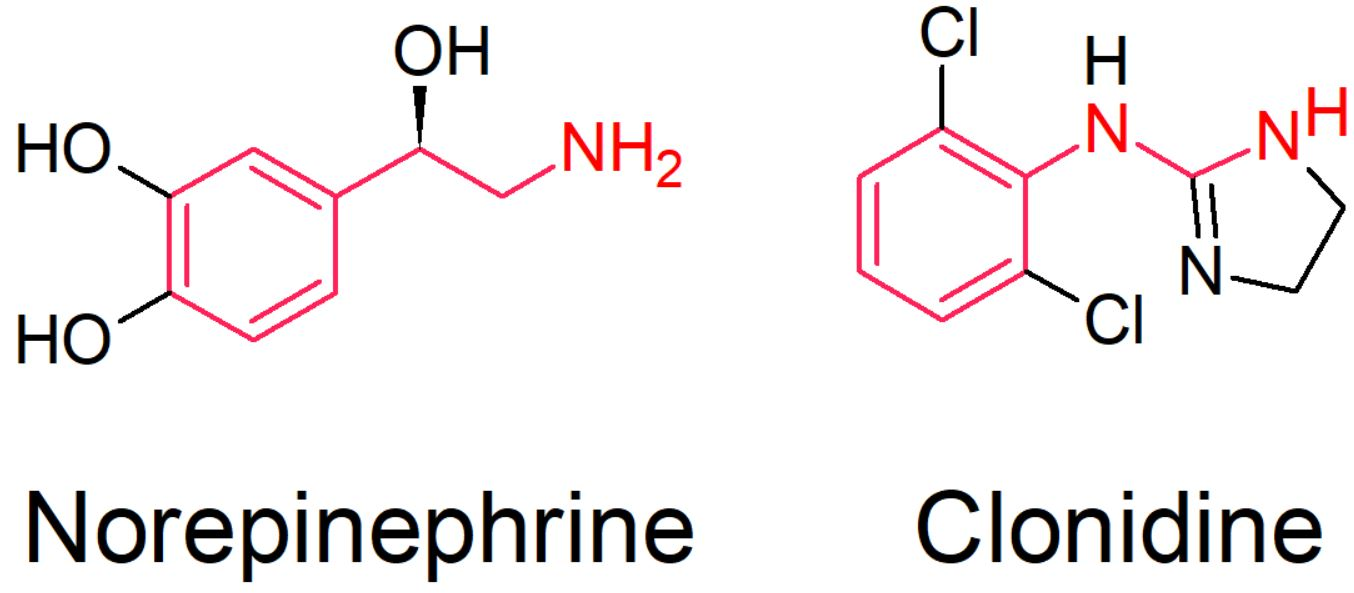
アドレナリンα2受容体の天然のアゴニストであるノルアドレナリンと、クロニジンとの構造の比較。

アドレナリンα2受容体はGタンパク質共役受容体の中でもGiタンパクと共役した受容体である。この受容体が中枢神経系で作動すると、交感神経への負のフィードバックが入る。クロニジンは血液脳関門を通過できるために、クロニジンはこの仕組みを利用して、一般に血圧を上げさせる方向に身体を調整している交感神経の節前線維の興奮を抑制することで、血圧を低下させる。
ところで、クロニジンによって中枢神経系でアドレナリンα2受容体が作動したことによって、交感神経からの刺激に伴うアドレナリンやノルアドレナリンの分泌などは抑制される。しかし、この方法では褐色細胞腫から勝手に分泌されているアドレナリンやノルアドレナリンの分泌は抑制できないため、クロニジンを投与しても血中のノルアドレナリンなどの濃度が低下しなければ、体内に褐色細胞腫が存在する可能性があると考えられる。このために、クロニジンを褐色細胞腫の診断のために用いることもできる。

## 効能・効果
各種高血圧症

### その他
血圧を降下させる薬剤としては、末梢の血管を収縮させないようにするアムロジピンなどのカルシウム拮抗剤が広く使用されている。さらに、末梢血管でアドレナリンα1受容体への刺激を入らないようにすることで末梢血管を収縮させないようにする方法で血圧を上げさせないようにするα1ブロッカーのドキサゾシンや、レニン・アンジオテンシン・アルドステロン系を阻害することで血圧を上げさせないようにする種々の薬剤が別に存在している。このようなこともあり、クロニジンはあまり高血圧の治療には用いられていない。
また、海外ではクロニジンにはいくつかの適応外使用もあり、PTSD(心的外傷後ストレス障害)、境界性パーソナリティ障害、およびその他の不安障害によって引き起こされるストレス、睡眠障害、悪夢、過覚醒を含む精神障害を治療するために処方されている。クロニジンはオープン試験でPTSDの解離症状に有効である可能性が報告されている。

## 副作用
一般的な副作用には、口渇、めまい、頭痛、低血圧、眠気などがある。急速に中止した場合、危険な血圧上昇などの反跳作用が起こることがある。妊娠中または授乳中の使用は推奨されない。

## 合成法

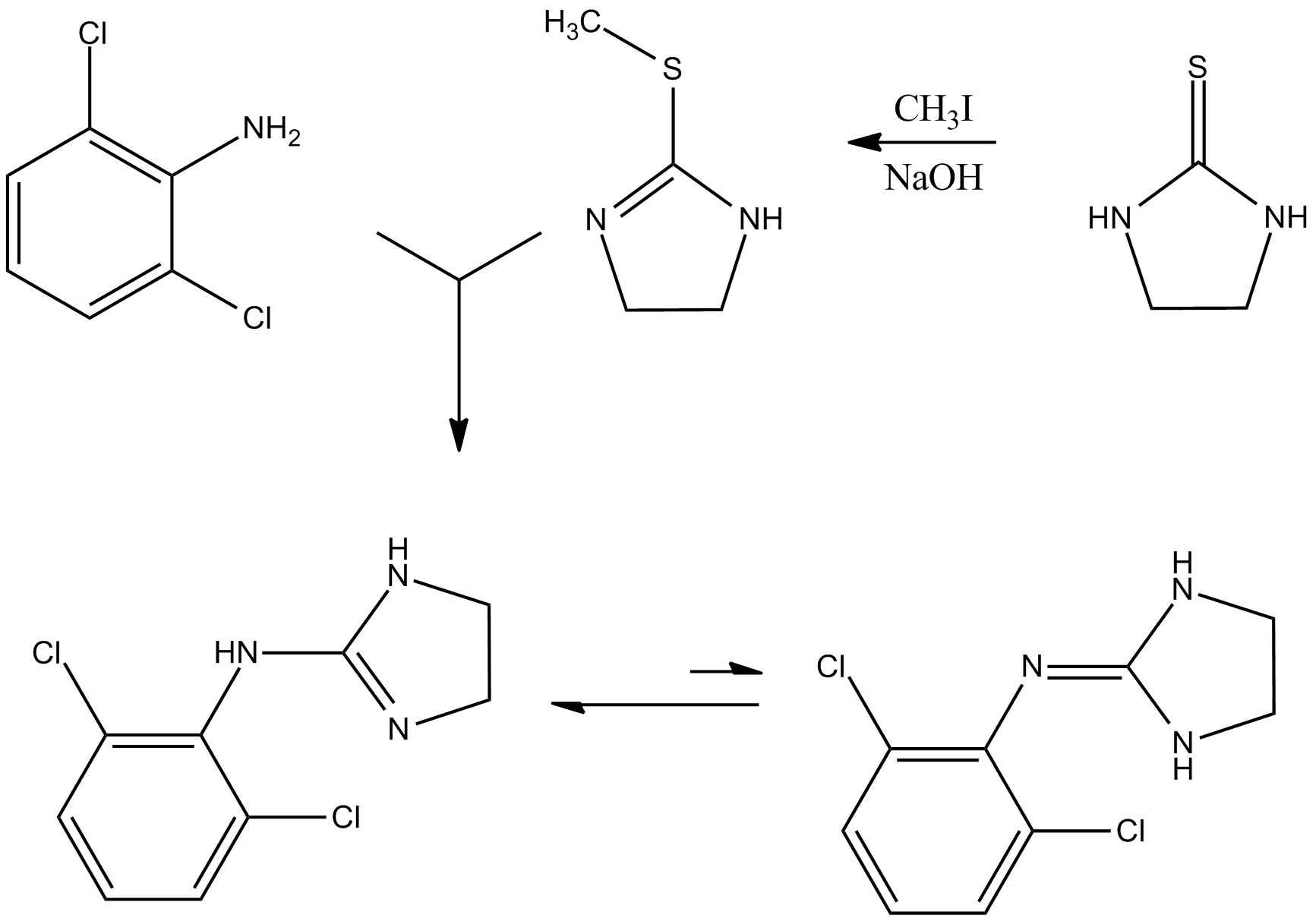
クロニジンの合成法。なお、クロニジンは図の下部にあるように互変異性体を持つ。